# Bailleul-la-Vallée
 Bailleul-la-Vallée  es una población y comuna francesa, en la región de Alta Normandía, departamento de Eure, en el distrito de Bernay y cantón de Cormeilles.

## Demografía
| 150 | 120 | 134 | 145 | 119 | 122 |
| Para los censos de 1962 a 1999 la población legal corresponde a la población sin duplicidades (Fuente: INSEE [Consultar]) |     |     |     |     |     |